# Židovský hřbitov ve Větrném Jeníkově
Židovský hřbitov ve Větrném Jeníkově založený zřejmě v 1. polovině 17. století se nachází asi 1,5 km jižně od městysu, mezi poli v remízku u Jiřinského potoka, asi 400 m za Mlýnským rybníkem.
Na ploše 943 m2 se do dnešních dní dochovalo asi 250 náhrobků, nejstarší z nich pochází z roku 1652. Využíván byl i židovskými obyvateli z okolí městysu. Uprostřed ohradní zdi na západě areálu se nacházejí zbytky průchozí márnice. Hřbitov je volně přístupný i přes pobořenou zeď.
Zdejší židovská komunita vznikla kolem poloviny 15. století z vyhnaných jihlavských židů a přestala existovat již ve třicátých letech 20. století. Podle místní kroniky býval hrobníkem vždy mlynář z Dolního mlýnu, který leží v sousedství.